# 井深宅右衛門
井深 宅右衛門（いぶか たくえもん、文政13年1月26日（1830年2月19日） - 明治30年（1897年）3月19日）は、日本の幕末から明治にかけての武士（会津藩士）、地方官吏、教育者である。幼名は梶之助、名は重義、宅右衛門は通称である。

## 生涯
父の死去により、家禄550石の井深家を継ぐ。物頭、組頭、町奉行、奏者番上席などを歴任し、京都守護職となった会津藩軍事奉行として幕末の京へ赴く。慶応2年（1866年）に会津へ戻り学校奉行に就任。藩校・日新館館長として教育にあたる。後の白虎隊士らが在籍していた時期である。鳥羽・伏見の戦いに敗れた会津藩は藩領の防衛体制を固めることになり、宅右衛門は日新館の教師、学生などから構成された第二遊撃隊頭として出陣。越後方面の会津藩飛び地の守備にあたった。この時15歳であった長男・梶之助は同行を許されなかったが、後を追い宅右衛門と同陣している。町野主水らと共同して戦ったが、新政府軍が会津若松城城下へ侵攻したことに伴い撤退。宅右衛門は入城に成功して籠城戦に加わり、用人として松平容保父子の側で仕えた。しかし藩は降服することとなり、宅右衛門は藩主・松平喜徳に従って、江戸で謹慎生活を送った。
会津藩は斗南藩として再興されることとなり、宅右衛門は五戸に移住するが、明治6年（1873年）に会津へ戻り、若松区長、小学校教員、南会津郡書記、田島村戸長を勤めた。墓は青山霊園にある。

## 人物
- 漢学に優れ、また茶道も会津怡渓派の皆伝を受けた。
- 明治2年（1869年）、藩の責任者として切腹することとなった萱野長修は、溝口派一刀流の免許皆伝を受けた人物であった。萱野は奥義を伝える人物として宅右衛門を選び、その死の直前に竹火箸で伝授を行った。この奥義はのちに宅右衛門の娘婿である旧会津藩士・和田又四郎[1]（視学官）に伝えられ、さらに又四郎からその子和田勁、和田晋に伝えられた。

## 井深家
室町時代初期に信濃国で起きた大塔合戦に井深氏の名が登場する。守護小笠原氏の一族で侍大将として善光寺に入り、現在の長野市後町（後庁ー御庁ー守護所の出先機関）において、もっぱら政務に携わった井深勘解由左衛門で後庁氏の名もある。大塔合戦敗戦後は小笠原氏の本拠である現在の松本市近くの岡田伊深にある伊深城山を拠点として戦国時代をむかえた。武田信玄の信濃侵攻により主家の小笠原氏が出奔したため隣接地の武田側領主である大日方氏に仲介を依頼して武田氏に従属した。
井深家は会津九家と称された藩内の名門である。戦国時代末期、井深茂右衛門重吉は武田勝頼の人質となっていた保科正光の救出に功を挙げるなど、保科家の重臣であった。その子茂右衛門重光は保科正之の家老となり、正之の埋葬の際は祭式に加わっている。他に許されたのは山崎闇斎、吉川惟足、服部安休（森蘭丸の孫）など7名である。重光の男子3人が分家し、幕末には7家に分かれ、井深本家は当主・茂右衛門重常が家禄1,000石で若年寄を務めた。
重光の次男・三郎左衛門重喬家の幕末の当主は日新館の武講頭取であった井深数馬（200石）で、次男・虎之助は石山家の養子となり、白虎隊士として自刃。長男の井深基は愛知県西加茂郡や碧海郡の郡長などを務め、曽孫に井深大がいる。
宅右衛門の井深家は三男・清大夫重堅に始まり、宅右衛門の子が井深梶之助、井深彦三郎である。
一族には白虎隊士として自刃した井深茂太郎、戊辰戦争後に民政局員を斬殺し（束松事件）獄死した井深元治らがいる。

## 親族
- 父：井深清大夫重保
- 母：リツ子 (柴太一郎次女)
  - 本人：井深宅右衛門
  - 妻：八代子 (会津藩家老西郷頼母の妹、西郷近思四女)
    - 長男：井深梶之助(明治学院総理)
    - 次男：井深彦三郎(衆議院議員)
      - 孫：井深健次(陸軍軍医中将)
      - 孫：井深八重(ハンセン氏病看護)
      - 孫：和田勁(満州国陸軍中将)
      - 孫：和田晋(剣道範士九段)
      - 孫婿：荒川文六（九州帝国大学総長）

    - 女婿：真野文二（九州帝国大学総長）